# Halta Ișalnița
Halta Ișalnița este o gară care deservește comuna Ișalnița, județul Dolj, România.